# Naftacen
Naftacen, tetracen – organiczny związek chemiczny – policykliczny węglowodór aromatyczny zbudowany z czterech pierścieni benzenowych skondensowanych liniowo (aceny). Tworzy pomarańczowe krystaliczne płatki. Występuje w smole pogazowej.

## Zastosowania
Jest półprzewodnikiem i w formie monokryształów można go wykorzystać do budowy urządzeń optoelektrycznych takich jak organiczne ambipolarne tranzystory elektroluminescencyjne. Możliwe jest również użycie tetracenu jako ośrodek czynny w laserach barwnikowych pompowanych elektrycznie.